# Cueva de Voronia
La cueva de Voronia, cueva de Krúbera-Voronya o cueva de Krúbera entre otros nombres, (en abjasio: Ӡоу Аҳаҧы, en georgiano: კრუბერის გამოქვაბული o კრუბერის ღრმული; en ruso: Крубера-Воронья) es la cueva conocida más profunda de la Tierra. Forma parte del sistema de cuevas de Arábika y se encuentra en el macizo de Arabika, en los montes de Gagra (Cáucaso occidental). Administrativamente está en la República Autónoma de Abjasia en Georgia.

## Descripción
La diferencia de altitud entre los puntos más alto y más bajo explorados de la cueva es de 2197 m (±9 m). 
Obtuvo el récord mundial de profundidad en el 2001, al alcanzar los 1710 m a manos de una expedición ruso-ucraniana. En el 2004 la profundidad se incrementó con tres expediciones, cruzando la expedición ucraniana la marca de –2000 m por primera vez en la historia de la espeleología. En octubre de 2005, el equipo CAVEX se encontró una zona inexplorada, con más profundidad, confirmando que la profundidad de la cueva estaba por entonces establecida en 2140 m de profundidad, con una variación de ±9 m. En estos –2140 m comienza la zona inundada, pero en 2010-2012 se estableció un nuevo récord de bajada en los –2191 m.
El punto más bajo es accesible desde otras dos entradas del sistema de cuevas de Arábika: la cueva Kúibyshev y la fosa de Henrich, situadas en la parte baja de la falda de la montaña. La entrada de otra cueva del sistema, la "cueva Berchil", se encuentra a 100 m por encima de la cueva Voronia. Se especula que pueda estar conectada con las otras tres, lo que arrojaría una profundidad de unos –2240 m. 
En febrero de 2012, el equipo hispano-ruso encabezado por D. Proválov y S. García-Dils cree que el potencial total de la sima puede superar los 2700 m, ya que hay cavidades situadas 150 m por encima de la entrada de Voronia y los experimentos realizados con trazadores químicos demuestran la conexión de esta cavidad con surgencias localizadas a 400 m bajo el nivel del mar Negro.

## Denominación
Los espeleólogos soviéticos que exploraron la entrada de la cueva en 1960 la llamaron Cueva de Krúbera, en honor al geógrafo ruso Aleksandr Krúber. Hoy en día también se la conoce como Cueva de Voronia, que en ruso significa "cueva del cuervo". Debido a la coexistencia de esos dos nombres, es  bastante común referirse a ella como Cueva Krúbera-Voronia.
Hasta 1983, se la conocía también como "cueva Sibírskaya" (cueva siberiana) debido a que fue una expedición formada por espeleólogos soviéticos procedentes de las ciudades siberianas de Krasnoyarsk, Novosibirsk y Tomsk.

## Historia de la exploración
Los momentos más importantes de la exploración de esta cueva única son los siguientes:
- 1960: la cueva fue encontrada por exploradores de la URSS, llegando a una profundidad de 180 m.
- 1980: una expedición ruso-polaca descubrió tres cuevas en el sistema Arábika: la cueva Siberiana, la fosa de Henrich y la cueva de Berchil.
- A principios de la década de 1980, el Club Kiev exploró la cueva hasta los -340 m.
- 1999, en agosto, un equipo ucraniano descubrió una ventana dentro de la cueva a -230 m, que llegaba al total de -700 m con la raja "No Kúibyshevskaya" de -490 m.
- 2000, en agosto, el mismo equipo ucraniano continuó la exploración hasta los -1200 m.
- 2000, en septiembre, los equipos UkrSA y MTDE continuaron la exploración hasta los -1410 m.
- 2001, en enero, los equipos UkrSA y CAVEX exploraron una ventana hasta los -1350 m, superando un "sifón", parte inundada de la cueva, llegaron a un total de -1430 m, encontrando un paso adyacente a los -1420 m, alcanzando los -1740 m.
- 2001, en agosto, el equipo UkrSA continuó la exploracioń de la parte baja de la cueva (1420 m - 1710 m).
- 2003, en agosto, los clubs CAVEX y Kiev superaron un "sifón" a -1440 m, conocido como "sifón nº 1", alcanzando una profundidad de -1660 m.
- 2004, en julio, el equipo CAVEX continuó hasta encontrar un nuevo sifón, a -1810 m.
- 2004, en agosto, el UkrSA encontró un pasadizo a -1660 m, y encontró otra galería hasta los -1824 m.
- 2004, en octubre, el UkrSA continuó hasta los -2080 m, y por primera vez en la historia de la espeleología una expedición superó los -2000 m en una cueva.
- 2005, en enero, la expedición de CAVEX fue cancelada por el accidente de un helicóptero que los transportaba, sin lamentar bajas.
- 2005, en febrero, el UkrSA superó el sifón de los -1980 m.
- 2005, en julio, CAVEX continuó hasta los 160 m después del sifón de los -1980 m, alcanzando una profundidad de -2140 m. En esta expedición fueron superados 3 sifones por debajo de los -2000 m.
- 2007, en enero, CAVEX exploró la sima hasta una profundidad de -2170 m.
- 2007, en septiembre, el equipo UkrSA exploró la cueva hasta una profundidad de -2191 m.
- 2010, El CAVEX Team[3] (Entre los que se encuentran tres rusos y dos españoles uno de ellos el montañero y aventurero Jesús Calleja con cuyo equipo se quedaron aislados en lo más profundo de la cueva 10 días) encuentra "500 o 600 ejemplares de especies desconocidas", a -1600 m la Schaefferia profundissima y, a -1980 m, el ejemplo de vida animal a más profundidad del mundo, el Plutomurus ortobalaganensis, una nueva especie de artrópodo de seis patas y color blanquecino.[4] El anterior récord (1986) lo ostentaba, a -550 m, el Ongulonychiurus colpus de los Picos de Europa, en Asturias.[5]
- 2012, en agosto: En "Towards the Centre of the Earth" expedición dirigida por Aidas Gudaitis, miembro lituano del club de espeleología Aenigma. Resultados del nivel del agua de medición de 2009-2010, recogidos durante esta expedición, mostraron que el nivel del agua subió hasta 228 m (748 pies) sobre el sumidero "Dos capitanes" en junio de 2010. Dispositivos de registro de datos fueron instalados por miembros irlandeses de la expedición cerca de la entrada de la cueva, para registrar las condiciones de superficie y permitir la correlación de datos entre la superficie y las ubicaciones subterráneas. La exploración de la "rama española" formada por los españoles Jorge Membrado y  Jesús Martínez se terminó y se llegó a un límite de 131 m.[6]

- 2012, El viernes día 10 de agosto, la expedición internacional de espeleología liderada por el ucraniano Jura Kasjan y compuesta por 59 personas de 7 países diferentes, consiguió batir el récord del mundo de profundidad que poseía desde 2007 esta misma cueva, marcando la nueva cota de -2197 m de profundidad. De nuevo el espeleólogo ucraniano Gennadi Samojin, quien ya lo hizo en 2007, ha sido el buceador que ha llegado a dicha cota.[7][8]
- 2013, El aventurero Jesús Calleja y su equipo fracasan en su intento de descenso a -2080 m.[9]
- 2021, La editorial española Almuzara publica el libro Krúbera-Voronya. La conquista del centro de la Tierra, del periodista Gonzalo Núñez.[10]

## Descubrimientos

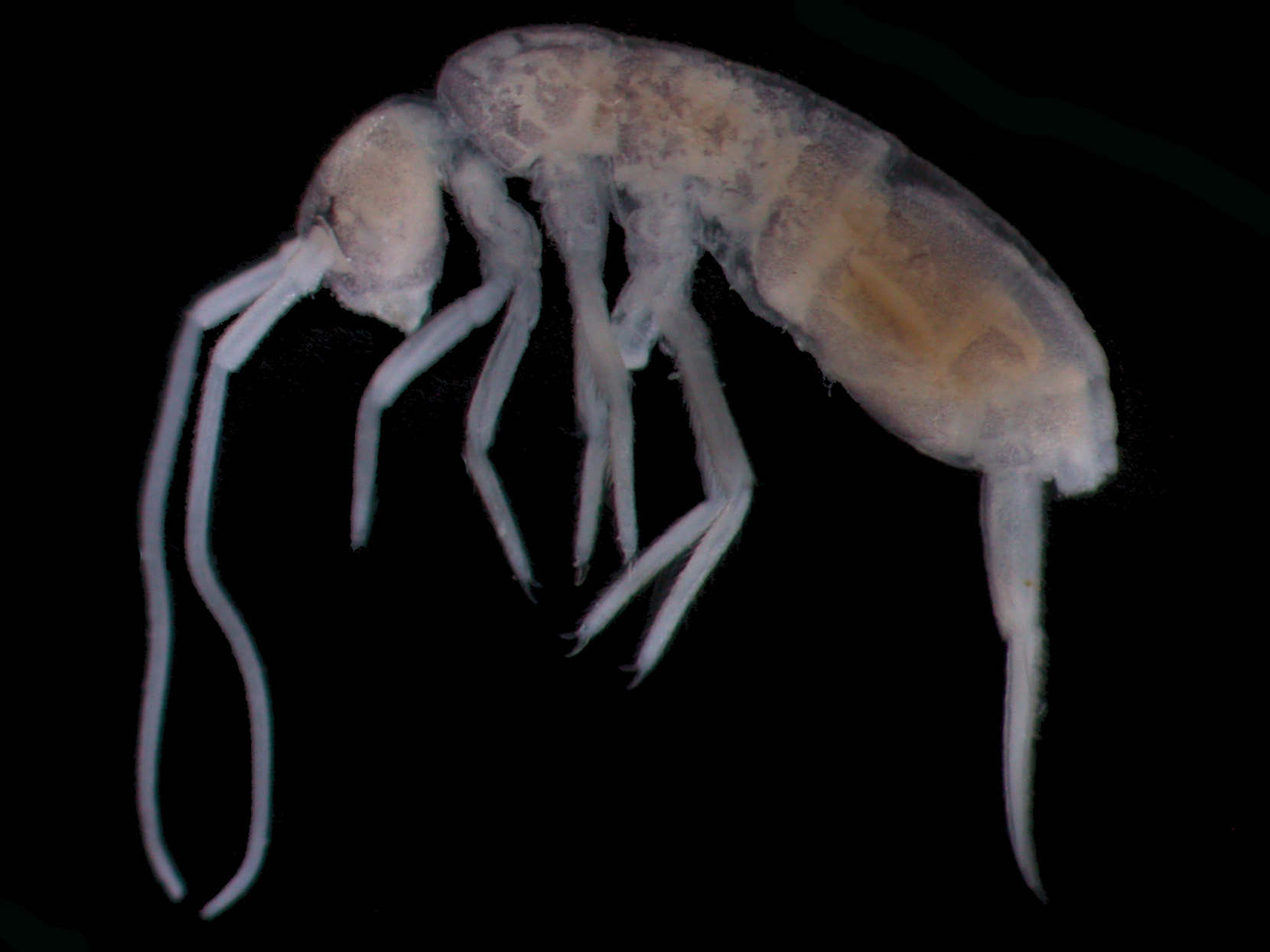
Plutomurus ortobalaganensis encontrado en la cueva de Voronia

En agosto de 2010, una expedición hispano-rusa halló cuatro nuevos tipos de artrópodos siendo dos de ellos los encontrados a mayor profundidad (en tierra) en el planeta. Miden entre uno y cuatro milímetros, no tienen ojos ni pigmentación. El espécimen encontrado a mayor profundidad, 1980 m, ha sido nombrado como Plutomurus ortobalaganensis. Los otros tres se encontraron a menor profundidad y han sido llamados Anurida stereoodorata (a 70 m de profundidad), Deuteraphorura kruberaensis (a 15 m de profundidad) y Schaefferia profundissima (a 1600 m de profundidad).

## Récords
- El ucraniano Gennadi Samojin es la única persona que ha podido alcanzar la cota de -2197 m.
- Saulė Pankienė se convirtió en la primera mujer en bucear el colector de Kvitochka a -1.980 m, y posteriormente descender al sumidero "Dos capitanes" en un profundidad de- 2.140 m.
- En octubre de 2004, el UkrSA continuó hasta los -2080 m, y por primera vez en la historia de la espeleología una expedición superó los -2000 m en una cueva.